# Oldboye Lwów
Oldboye Lwów – polski klub piłkarski z siedzibą w mieście Lwów, działający w latach 1931–1933.

## Historia
Chronologia nazw:
- 1931: K.S. Oldboye Lwów
- 1933: klub rozwiązano

Klub Sportowy Oldboye został założony we Lwowie w latach 20. XX wieku. W 1931 roku drużyna zadebiutowała w rozgrywkach Klasy C podokręgu Lwowskiego Lwowskiego OZPN. Decyzją LZOPN zespół otrzymał bezpośredni awans z klasy C do Klasy A. W debiutowym sezonie zajął czwarte miejsce w grupie II Klasy A. W następnym sezonie zdobył tylko 1 punkt w 10 meczach, zajmując ostatnią 6 pozycję w grupie II Klasy A. Potem również w rozgrywkach o awans do Ligi Okręgowej uplasował się na ostatniej, 12. lokacie, co spowodowało spadek. Jednak w następnym sezonie 1934 z nieznanych przyczyn klub nie przystąpił do rozgrywek i został rozwiązany.